# Geert Valentijn
Geert Valentijn (Venlo, 22 mei 1944) is een voormalig Nederlands voetballer die tijdens zijn profloopbaan uitsluitend voor VVV uitkwam.
Valentijn maakte in 1963 de overstap van eersteklasser SC Irene naar eerstedivisionist VVV. Daar debuteerde de snelle linksbuiten op 1 september 1963 in een met 8-0 verloren uitwedstrijd bij Enschedese Boys. Valentijn wist niet door te breken bij VVV en nam na een seizoen alweer afscheid van het betaald voetbal. Hij keerde terug naar SC Irene dat destijds in de top van het amateurvoetbal speelde.

## Clubstatistieken
| Seizoen | Club   | Competitie     | Competitie | Competitie | Beker | Beker | Overige | Overige | Totaal | Totaal |
| Seizoen | Club   | Competitie     | Wed.       | Dlp.       | Wed.  | Dlp.  | Wed.    | Dlp.    | Wed.   | Dlp.   |
| ------- | ------ | -------------- | ---------- | ---------- | ----- | ----- | ------- | ------- | ------ | ------ |
| 1963/64 | VVV    | Eerste divisie | 5          | 0          | 1     | 0     | —       | —       | 6      | 0      |
| Totaal  | Totaal | Totaal         | 5          | 0          | 1     | 0     | 0       | 0       | 6      | 0      |